# Tadeusz Borzemski

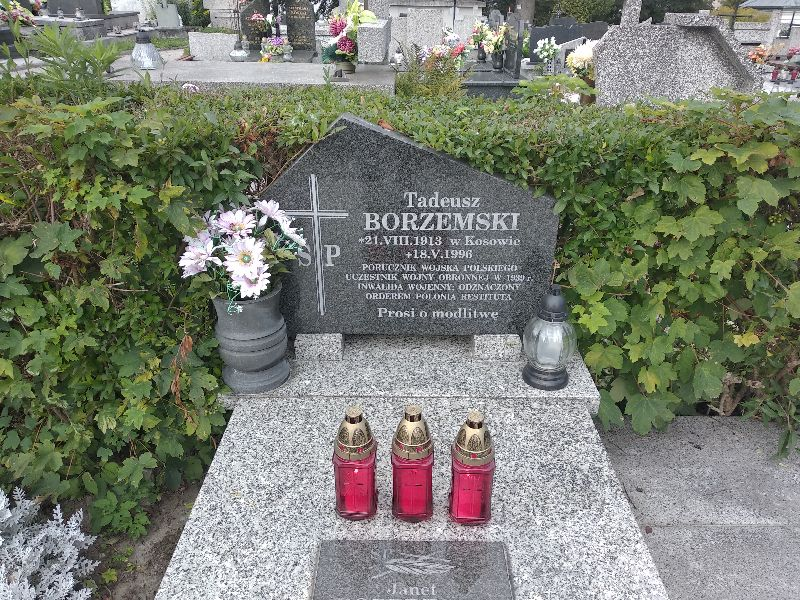
Grób ppor. Tadeusza Borzemskiego na cmentarzu parafialnym w Muszynie.

Tadeusz Borzemski (ur. 21 sierpnia 1913 w Kosowie, zm. 18 maja 1996) – żołnierz kampanii wrześniowej, dowódca plutonu w II batalionie 5 pułku piechoty Legionów.

## Życiorys
Od 1920 mieszkał z rodzicami (Wojciech i Zofia z d. Staszyńska (1882–1960)) i starszym bratem Wiktorem w Muszynie. Jego ojciec był leśniczym lasów muszyńskich, prezesem Związku Strzeleckiego i radnym. Tadeusz Borzemski ukończył Korpus Kadetów w Chełmnie w 1935, zdając tam maturę. W 1936 wstąpił do Szkoły Podchorążych Piechoty w Komorowie, którą ukończył w stopniu podporucznika. Został skierowany do 5 pułku piechoty Legionów w Wilnie. Podczas wojny obronnej 1939, jako dowódca plutonu w II batalionie, bronił przeprawy przez Narew. Przez półtora dnia skutecznie odpierał natarcie wroga – do czasu, kiedy został ciężko ranny w głowę; najpierw zabrano go do szpitala w Łukowie, następnie przewieziono do Warszawy, gdzie był leczony przez całą wojnę. Po zakończeniu działań wojennych, jako inwalida wojenny, powrócił z matką do Muszyny, gdzie mieszkał aż do śmierci. Całe życie spędzał czas między szpitalem i domem. Po śmierci matki w 1960 opiekowała się nim jej siostra – Maria Jaworska, z d. Staszyńska (1886–1966). Później mieszkał przez wiele lat samotnie.
Jego pasją życiową był sport, szczególnie narciarstwo i pływanie. Swoje ukochane narty przekazał prezesowi Towarzystwa Miłośników Ziemi Muszyńskiej, który w 2016 oddał je do Muzeum Regionalnego TPP w Piwnicznej-Zdroju, wzbogacając największą w Polsce kolekcję nart. 
Tadeusz Borzemski zginął w nurtach Popradu w 1996, spływając pontonem. Został pochowany na cmentarzu parafialnym w Muszynie.

## Odznaczenia
- Krzyż Oficerski Orderu Odrodzenia Polski – 1.10.1971
- Medal „Za udział w wojnie obronnej 1939”
- Medal Zwycięstwa i Wolności 1945 – 1987